# Сапрыкина, Татьяна Васильевна
Татьяна Васильевна Сапры́кина (род. 8 мая 1968) — российский медик, государственный, профсоюзный и политический деятель, депутат Государственной Думы VII созыва, член фракции «Единая Россия», член комитета Госдумы по труду, социальной политике и делам ветеранов.

## Биография
В 1992 году получила высшее медицинское образование по специальности «лечебное дело», окончив ВГМИ имени Н. Н. Бурденко. В 1985—2006 годах работала в терапевтическим отделением городской поликлиники № 12 регистратором, инфекционистом, заведующей отделением. В 2006—2016 годах работала в Воронежской областной организации Профсоюза работников здравоохранения РФ заместителем председателя, председателем организации.
В сентябре 2016 баллотировалась в Госдуму по спискам партии «Единая Россия», по результатам распределения мандатов избрана депутатом Государственной 
Думы Федерального собрания Российской Федерации седьмого созыва.
Является сопредседателем Воронежского штаба ОНФ, представителем профсоюза медицинских работников Центрального федерального округа.
3 апреля 2018 года стала одним из инициаторов законопроекта № 441399-7 «О мерах воздействия (противодействия) на недружественные действия Соединенных Штатов Америки и (или) иных иностранных государств», в пункте 15 второй статьи которого предлагается ввести запрет или ограничение ввоза на территорию РФ лекарств, произведённых в США или других иностранных государствах. Законопроект подвергся критике со стороны ряда общественных организаций, комитета Совета Федерации по социальной политике и комитета Госдумы по международным делам.
Замужем, есть дочь.

## Законотворческая деятельность
С 2016 по 2019 год, в течение исполнения полномочий депутата Государственной Думы VII созыва, выступила соавтором 49 законодательных инициатив и поправок к проектам федеральных законов.